# Scherpenheuvel-Zichem
Scherpenheuvel-Zichem és un municipi belga de la província de Brabant Flamenc a la regió de Flandes. Limita al nord amb Laakdal, a l'oest amb Aarschot, a l'est amb Diest i al sud amb Bekkevoort.

## Seccions
| #    | Nom                             | Extensió (km²) | Població (01/01/2006) |
| ---- | ------------------------------- | -------------- | --------------------- |
| I    | Averbode                        | 9,04           | 3.289                 |
| II   | Messelbroek                     | 5,78           | 1.806                 |
| III  | Scherpenheuvel - Schoonderbuken | 6,82           | 6.908                 |
| IV   | Testelt                         | 6,70           | 2.877                 |
| V    | Zichem - Keiberg - Okselaar     | 16,65          | 6.348                 |
| (VI) | Kaggevinne                      | 5,50           | 945                   |

Font: Ciutat de Scherpenheuvel-Zichem

## Persones conegudes
- Ernest Claes (1885-1968), escriptor de novel·les regionals